# Públio Estertínio Quarto
Públio Estertínio Quarto (em latim: Publius Stertinius Quartus) foi um senador romano nomeado cônsul sufecto para o nundínio de julho a setembro de 112 com Tito Júlio Máximo Manliano Broco Serviliano. Era filho de Lúcio Estertínio Ávito, cônsul sufecto em 92, e irmão mais velho de Lúcio Estertínio Nórico, cônsul sufecto em 113. Entre 126 e 127, serviu como procônsul da Ásia.